# زنگوله (رادیو)
زنگوله یا جینگل (jingle) در پخش رادیویی به نغمه یا رِنگ کوتاهی گفته می‌شود که در آغاز، میانه یا پایان هر بخش از یک برنامه پخش می‌شود تا به تشخیص و بازشناسی آن برنامه از سوی مخاطبان کمک کند.
از تأثیرات دیگر زنگوله‌زنی در میان برنامه‌ها، کمک به روانی اجرای برنامه و عدم طولانی شدن بخش‌های یکنواخت و ایجاد تنوع صوتی است.
زنگوله رادیویی را نخستین بار رادیوهای ایالات متحده استفاده کردند. نخستین بار در سدهٔ پیشین، ۳۰ آگهی کوتاه رادیویی که به‌صورت آواز خوانده شده‌بود را زنگوله (جینگل) نامیدند.